# Championnat du Koweït de football 2002
Navigation
Saison précédente Saison suivante
La saison 2002 du Championnat du Koweït de football est la quarantième édition du championnat de première division au Koweït. La Premier League regroupe les huit meilleurs clubs du pays, regroupés au sein d'une poule unique où ils s'affrontent deux fois au cours de la saison. À l'issue du championnat, le dernier est relégué et l'avant-dernier dispute un barrage de promotion-relégation face au vice-champion de deuxième division.
C'est le club d'Al Arabi Koweït qui remporte le championnat après avoir terminé en tête de la poule finale, avec un seul point d'avance sur le Qadsia Sporting Club et trois sur Al-Salmiya SC. C'est le 16e titre de champion du Koweït de l'histoire du club.
À la suite de la réforme entreprise par l'AFC concernant les compétitions continentales, le vainqueur de la Coupe nationale se qualifie pour la toute nouvelle Ligue des champions de l'AFC, en compagnie du vainqueur du championnat.

## Les clubs participants
| - Al Arabi Koweït - Al-Salmiya SC - Kazma Sporting Club - Al Nasr Koweït | - Al Tadamon Farwaniya - Al Sahel - Promu de First Division - Al Kuwait Kaifan - Qadsia Sporting Club |

## Compétition

### Classement
Le barème utilisé pour établir le classement est le suivant :
- Victoire : 3 points
- Match nul : 1 point
- Défaite : 0 point

| Rang | Équipe               | Pts | J  | G | N | P | Bp | Bc | Diff |
| ---- | -------------------- | --- | -- | - | - | - | -- | -- | ---- |
| 1    | Al Arabi Koweït      | 26  | 14 | 8 | 2 | 4 | 21 | 16 | +5   |
| 2    | Qadsia Sporting Club | 25  | 14 | 7 | 4 | 3 | 21 | 13 | +8   |
| 3    | Al-Salmiya SC        | 23  | 14 | 6 | 5 | 3 | 26 | 20 | +6   |
| 4    | Al Kuwait Kaifan T C | 20  | 14 | 6 | 2 | 6 | 21 | 15 | +6   |
| 5    | Kazma Sporting Club  | 18  | 14 | 4 | 6 | 4 | 24 | 23 | +1   |
| 6    | Al Nasr Koweït       | 15  | 14 | 3 | 6 | 5 | 19 | 19 | 0    |
| 7    | Al Sahel P           | 14  | 14 | 3 | 5 | 6 | 15 | 25 | -10  |
| 8    | Al Tadamon Farwaniya | 10  | 14 | 2 | 4 | 8 | 15 | 30 | -15  |

|  | Qualification pour la Ligue des champions de l'AFC 2003 et la Coupe des clubs champions du golfe Persique 2003 |
|  | Qualification pour la Ligue des champions de l'AFC 2003                                                        |
|  | Participation à la poule de relégation                                                                         |
|  | Relégation directe en deuxième division                                                                        |
|  | T : Tenant du titre C : Vainqueur de la Coupe du Koweït P : Promu de First Division                            |

### Barrage de promotion-relégation
Al Sahel, 7e de Premier League, affronte Al Jahra, vice-champion de deuxième division, en barrage de promotion-relégation. Ce barrage est disputé sur un match unique.
| Équipe 1 | Résultat | Équipe 2      |
| -------- | -------- | ------------- |
| Al Sahel | 3 - 0    | (D2) Al Jahra |

## Bilan de la saison
| Championnat du Koweït de football 2002           |                             |
| Champion                                         | Al Arabi Koweït (16e titre) |
| Coupes et trophées                               |                             |
| Vainqueur de la Coupe du Koweït 2002             | Al Kuwait Kaifan            |
| Qualifications continentales                     |                             |
| Ligue des champions de l'AFC 2003                | Al Arabi Koweït             |
| Ligue des champions de l'AFC 2003                | Al Kuwait Kaifan            |
| Coupe des clubs champions du golfe Persique 2003 | Al Arabi Koweït             |
| Promotions et relégations                        |                             |
| Promus en Premier League                         | Al Shabab Koweït            |
| Relégués en First Division                       | Al Tadamon Farwaniya        |